# 홍콩의 버스
홍콩에서 버스는 오랜 역사를 지니고 있는 교통 수단이다. 2014년 기준으로 총 다섯 곳의 회사에서 협동 공공버스를 운행하고 있다. 가맹제가 아닌 공공버스 노선도 다양한데 MTR에서 운영하는 철도역행 버스 노선과 입주민들을 위한 주택단지행 버스 노선 (특히 신제 일대에 많다)이 대표적이다.

## 기업
- 주룽 버스
- 시티버스
- 롱윈 버스
- 신세계제일버스
- 신란터우 버스